# Parque nacional Monte Imlay
El Parque Nacional Monte Imlay (Mount Imlay National Park) es un parque nacional en Nueva Gales del Sur (Australia), ubicado a 387 km al suroeste de Sídney.

## Ficha
- Área: 48 km²
- Coordenadas: 37°09′20″S 149°42′46″E / -37.15556, 149.71278
- Fecha de Creación: 21 de julio de 1972
- Administración: Servicio Para la Vida Salvaje y los Parques Nacionales de Nueva Gales del Sur
- Categoría IUCN: II